# Bataille de Pyongyang (1950)
Guerre de Corée
Batailles
Offensive nord-coréenne :

(juin 1950 - septembre 1950)
- Pokpung
- Chuncheon
- Séoul (1re)
- Busan (navale)
- Chumunjin
- Osan
- Pyeongtaek
- Cheonan
- Chochiwon
- Daejeon
- Sangju
- Yongdong
- Hwanggan
- Notch
- Périmètre de Busan

Contre-offensive de l'ONU :

(septembre 1950 - octobre 1950)
- Incheon
- Bombardement de Pyongyang
- Pyongyang

Intervention chinoise :

(octobre 1950 - avril 1951)
- Onjong
- Unsan
- Chongchon (Wawon)
- Réservoir de Chosin
- Évacuation de Hŭngnam
- Séoul (3e)
- Twin-Tunnels
- Jipyeong-ri
- Imjin
- Kapyong

Impasse :

(août 1951 - juillet 1953)
- Crèvecœur
- Fleuve Han
- Opération Commando
- Maryang San
- Suncheon
- Barrage de Sui-Ho
- Triangle Hill
- le Crochet
- Fleuve Samichon
- Armistice de Panmunjeom

Post armistice :
- Raid sur la Maison Bleue
- Attaque de l'EC-121
- Incident du peuplier
- Infiltration de Gangneung
- Guerre du crabe

La bataille de Pyongyang est l'une bataille de la guerre de Corée qui s'est déroulée entre le 17 et le 19 octobre 1950. Après leur débarquement victorieux à Incheon dans la deuxième moitié du mois de septembre 1950, les forces de l'ONU reprennent Séoul, capitale de la Corée du Sud, et poursuivent leur avancée en Corée du Nord. Le 17 octobre, ces dernières, alliées aux forces sud-coréennes, affrontent les défenses nord-coréennes près de Pyongyang, la capitale de la Corée du Nord. L'armée nord-coréenne affaiblie se retire rapidement, permettant la prise de la ville par la coalition occidentale. Celle-ci est toutefois reprise un mois et demi plus tard par l'armée des volontaires du peuple chinois, intervenue en soutien de la Corée du Nord.

## Contexte
Après le débarquement à Incheon le 15 septembre 1950, les forces de l'ONU, principalement composées de troupes américaines sous le commandement du général Douglas MacArthur, réussissent à repousser le forces nord-coréennes au delà du 38e parallèle nord.
Le 30 septembre 1950, les effectifs des forces des Nations unies, essentiellement américaines, étaient de 230 000 hommes dont 165 000 pour les unités terrestres et 85 000 pour la marine et l'aviation.
Le 1er octobre, les troupes des Nations unies s'emparèrent de Yangyang, franchissant ainsi à leur tour le 38e parallèle. À partir de cette date, les villes nord-coréennes se mettent à tomber une à une : Goseong le 4 octobre, Hwacheon le 8 octobre, Cheorwon et Wonsan le 10 octobre, Kumchon le 14 octobre, Hamhŭng et le 17 octobre,Haeju et Sariwŏn. Les relations entre forces américaines et sud-coréennes sont ambivalentes : alliées dans cette guerre, ces dernières étaient en même temps concurrentes dès lors que les forces sud-coréennes nationalistes et attachées à leur indépendance, voulaient remporter elles-mêmes le maximum de victoires. Ce faisant, les troupes sud-coréennes espéraient atteindre Pyongyang avant les Américains, ce qu'elle réussissent à faire le 17 octobre 1950. Sur leur trajet, les redditions de soldats nord-coréens s’enchaînent tellement que les alliés n'ont pas le temps d'en faire des prisonniers sans risquer de retarder leur progression. Ainsi, ces derniers dépassent souvent les groupes de soldats nord-coréens en reddition, remettant à plus tard leurs captures.

## Bataille
La bataille de Pyongyang a eu lieu du 17 au 19 octobre 1950. Les forces de l'ONU encerclent la ville et les forces sud-coréennes sont les premières à entrer dans ses faubourgs, suivies par les brigades américaines et anglo-australiennes. La ville est défendue par environ 8 000 soldats nord-coréens. L'état major, optimiste, face à l'effondrement des défenses nord-coréennes, prévoit une bataille brève d'un ou deux jours.
Les forces de l'ONU réussissent à briser la résistance nord-coréenne et le 18 octobre, capturent l'aéroport, puis le 19, achèvent de prendre et sécuriser la ville. Après la prise de cette dernière, les forces de l'ONU consolident leur position et continuent leur avancée vers le nord, poursuivant les forces nord-coréennes en retraite.
Le journal canadien Le Devoir se félicite de cette victoire en déclarant : « Pyongyang est la seule capitale d'un État satellite de là Russie à se voir envahie par les forces des nations démocratiques ».

## Suites
Le 18 octobre, alors que la bataille de Pyongyang est en train d'avoir lieu, le chef d'État chinois Mao Zedong ordonne à ses troupes de franchir le fleuve Yalu et de pénétrer en territoire coréen. Pour lui, le franchissement du 38e parallèle nord. par les troupes des Nations unies, la rapide prise de Pyongyang et la poursuite de la progression en direction vers la frontière chinoise constituent un affront et un danger qu'il faut repousser.

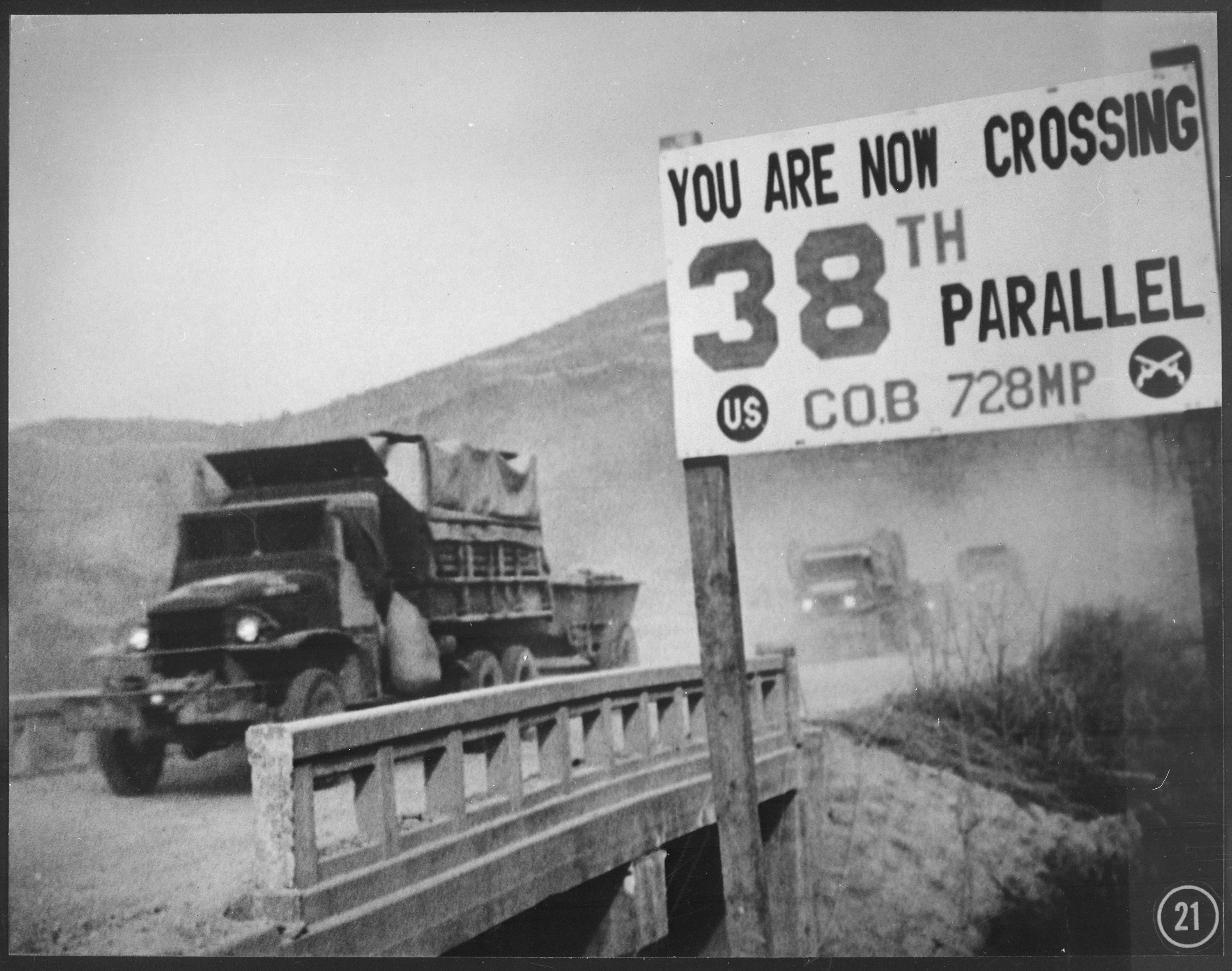
Les forces des Nations Unies re-franchissent le 38e parallèle vers le sud après le retraite de Pyongyang.

L'armée des volontaires du peuple chinois attaque par surprise et en surnombre les forces américains le 25 novembre 1950 et anéantissent plusieurs unités occidentales et sud-coréennes. Le général MacArthur ordonne la retraite pour éviter de subir plus de pertes et les forces de l'ONU réussissent, non sans avoir subi d'autres assauts, à distancer les forces chinoises à grâce à leurs véhicules motorisés. Le 5 décembre au matin, les dernières unités alliées quittent la capitale nord-coréenne, qui est reprise sans combat par les troupes chinoises.
À partir de la mi-décembre 1950, les forces aériennes américaines bombardent intensément Pyongyang dans le contexte du  bombardement de la Corée du Nord pour briser les lignes logistiques chinoises, puis pour mettre le camp nord-coréen sous pression pendant les négociations de paix qui durent de l'été 1951 à l'été 1953. L'armistice de Panmunjeom met un terme aux affrontements de la guerre de Corée en juillet 1953, bien que les deux pays restent officiellement en guerre depuis lors.
La ville de Pyongyang, intégralement détruite, est rapidement reconstruite après la guerre, avec l'aide des Soviétiques.